# لیتیوم
لیتیوم (Lithium، از یونانی lithos به معنی سنگ) با نماد شیمیایی Li یک فلز قلیایی نقره‌ای-سفید و نرم با عدد اتمی ۳ است. این عنصر در شرایط استاندارد دما و فشار سبک‌ترین فلز و کم چگالیترین عنصر جامد است. مانند دیگر فلزهای قلیایی، لیتیوم هم بسیار واکنش پذیر و آتشگیر است به همین دلیل بیشتر آن را زیر روغن صنعتی یا نفت نگاه می‌دارند. اگر بر روی آن برشی پدید آید، بخش بریده شده دارای جلای فلزی خواهد بود اما به دلیل واکنش‌پذیری زیاد آن خیلی زود با رطوبت هوا واکنش می‌دهد، هوا باعث اکسید شدن آن می‌شود و به رنگ نقره‌ای تیره مایل به خاکستری و سپس سیاه در می‌آید. به دلیل واکنش‌پذیری بالای لیتیوم، هرگز نمی‌توان آن را به صورت عنصر آزاد در طبیعت پیدا کرد. بلکه همواره در بخشی از یک ترکیب شیمیایی که بیشتر یونی است، پیدا می‌شود. لیتیم در چندتا از کانی‌های پگماتیتی یافت می‌شود، اما از آنجایی که با آب واکنش می‌دهد، به صورت یون در آب اقیانوس‌ها و به صورت نمک در آب‌ها و رس دیده می‌شود. در رویکرد تجاری، لیتیم را از برق‌کافت آمیخته‌ای از لیتیم کلرید و پتاسیم کلرید به‌دست می‌آورند.
لیتیوم و ترکیب‌های آن کاربردهای فراوانی دارند از آن جمله در شیشه و سرامیک پایدار در برابر گرما، آلیاژهای با مقاومت بالا نسبت به وزن که در فضاپیماها کاربرد دارد، باتری‌های لیتیوم و لیتیم-یون. کاربردهای یاد شده بیش از نیمی از لیتیوم تولیدی را از آن خود می‌کند.
در ظاهر این‌طور به نظر می‌رسد که لیتیوم هیچ نقشی در زندگی حیوان‌ها و گیاهان ندارد و آن‌ها بدون لیتیوم هم می‌توانند زنده بمانند، اما در عمل در همهٔ اندام‌های زنده می‌توان ردپای بسیار کم رنگ لیتیوم را پیدا کرد. یون لیتیوم که در قالب نمک‌های گوناگون پیدا می‌شود بر روی اعصاب انسان اثر می‌گذارد و لیتیوم می‌تواند به عنوان دارو در درمان اختلال دوقطبی کمک کند.

## ویژگی‌ها
تاریخچه لیتیوم را (واژه یونانی lithos به معنی سنگ)، "Johann Arfvedson" در سال ۱۸۱۷ کشف کرد. "Arfvedson" این عنصر جدید را هنگامی‌که در سوئد مشغول تجزیه و تحلیل بود، با مواد معدنی خاصی کشف نمود. کریستین گملین "Christian Gmelin" در سال ۱۸۱۸، اولین کسی بود که شاهد قرمزرنگ شدن نمک لیتیم در شعله آتش بود. اما هر دوی این افراد، در جداسازی این عنصر از نمکش ناکام ماند.
این عنصر را برای اولین بار توسط ویلیام توماس براند "W.T. Brande" و همفری دیوی "Humphrey Davy" با استفاده از الکترولیز اکسید لیتیوم جدا کردند. تولید تجاری فلز لیتیم در سال ۱۹۲۳ به وسیلهٔ شرکت آلمانی Metallgesellschaft AG و با استفاده از الکترولیز کلرید لیتیم و کلرید پتاسیم مذاب محقق گشت.

### اطلاعات کلی
لیتیوم، عنصر شیمیایی است، با نشان Li و عدد اتمی ۳ که در جدول تناوبی به همراه فلزات قلیایی در گروه ۱ قرار دارد. این عنصر در حالت خالص، فلزی نرم و به رنگ سفید خاکستری می‌باشد که به‌سرعت در معرض آب و هوا اکسید شده، کدر می‌گردد. لیتیوم، سبک‌ترین عنصر جامد بوده، عمدتاً در آلیاژهای انتقال حرارت، در باتری‌ها بکار رفته، در بعضی از تثبیت‌کننده‌های حالت mood stabilizers مورد استفاده قرار می‌گیرد.

### خصوصیات قابل توجه
لیتیوم، سبکترین فلزات و دارای چگالی به اندازه نصف چگالی آب است. این عنصر همانند همه فلزات قلیایی به‌راحتی در آب واکنش داده، به سبب فعالیتش هرگز در طبیعت به صورت آزاد یافت نمی‌شود. با این وجود، هنوز هم واکنش‌پذیری آن از سدیم کمتر است. وقتی لیتیم روی شعله قرار گیرد، رنگ زرشکی جالبی تولید می‌کند، اما اگر به شدت بسوزد، شعله‌هایی سفید درخشان ایجاد می‌کند. همچنین لیتیوم، عنصری تک‌ظرفیتی است.

### فیزیکی و اتمی

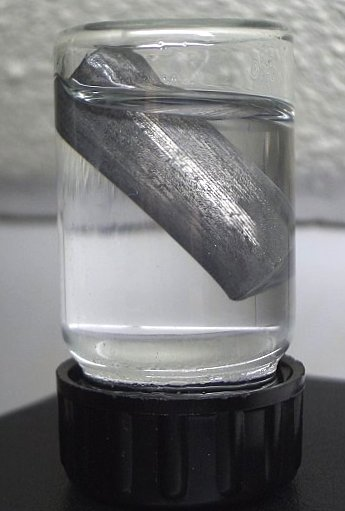
لیتیم، شناور در روغن

مانند دیگر فلزهای قلیایی، لیتیوم تنها یک الکترون در لایهٔ ظرفیت دارد که دوست دارد آن را به آسانی از دست دهد و تبدیل به کاتیون شود. به همین دلیل لیتیوم یک رسانای خوب گرما و جریان برق است و واکنش‌پذیری بسیار بالایی دارد. با این وجود از نظر واکنش‌پذیری در میان فلزهای قلیایی رتبهٔ آخر را دارد. این واکنش‌پذیری کم نسبت به دیگر عنصرهای گروه، به دلیل نزدیکی زیاد الکترون‌های لایهٔ ظرفیت به هستهٔ اتم لیتیم است. چون دو الکترون باقی‌مانده در تراز ابر الکترونی 1s جای می‌گیرند که تراز انرژی بسیار پایینی دارد برای همین در پیوندهای شیمیایی شرکت نمی‌کنند.
فلز لیتیوم آنقدر نرم است که با چاقو بریده شود. هنگامی که بریده شد یک سطح نقره‌ای-سفید از آن دیده می‌شود. این رویه خیلی زود اکسید می‌شود و به رنگ خاکستری در می‌آید. لیتیوم دارای یکی از پایین‌ترین نقطهٔ ذوب‌ها (۱۸۰ °C) در میان همهٔ فلزها است در حالی که در میان فلزهای قلیایی، بالاترین نقطهٔ ذوب و جوش را دارد.
لیتیوم سبک‌ترین فلز جدول تناوبی است با چگالی نزدیک به ۰٫۵۳۴ g/cm۳ و یکی از سه فلزی است که روی آب و حتی روغن، شناور می‌ماند (دو فلز دیگر سدیم و پتاسیم]] است). لیتیوم کم چگالی‌ترین عنصری است که در دمای اتاق گاز نیست. سبک‌ترین عنصر پس از لیتیم، پتاسیم است که بیش از ۶۰٪ آن (۰٫۸۶۲ g/cm۳) چگالی دارد. همچنین اگر هلیم و هیدروژن را کنار بگذاریم، لیتیم کم چگالی‌ترین عنصر در میان دیگر عنصرهای جامد و مایع است. برای نمونه لیتیوم تنها ۲/۳ نیتروژن مایع (0.808 g/cm۳) چگالی دارد.
ضریب انبساط گرمایی لیتیوم دو برابر آلومینیم و نزدیک به چهار برابر آهن است. می‌توان گفت لیتیم دارای بالاترین ظرفیت گرمایی در میان همهٔ عنصرهای جامد است. لیتیم در فشار معمولی، در دمایی پایین‌تر از ۴۰۰ μK ابررسانا می‌شود و در فشارهای بالا، بیش از ۲۰ گیگاپاسکال، در دمای بیش از ۹ کلوین ابررسانا می‌گردد. در دمای زیر ۷۰ کلوین، لیتیم هم مانند سدیم دچار استحاله مارتنزیتی می‌شود. همچنین در دمای ۴٫۲ کلوین دارای دستگاه بلوری لوزی‌پهلو (با ۹ لایهٔ فاصلهٔ تکرارشونده) اما در دماهای بالاتر شکل دستگاه بلوری اش به دستگاه بلوری مکعبی وجوه‌مرکزپُر و سپس به دستگاه بلوری مکعبی مرکزپُر دگرگون می‌شود. در دمای هلیم مایع (۴ کلوین) ساختار بلوری لوزیپهلو از همه بیشتر دیده شده است. در فشارهای بالا، چندشکلی‌های گوناگونی از لیتیم گزارش شده است.
لیتیوم به دلیل ظرفیت گرمایی بسیار بالایی که نسبت به دیگر عنصرهای جامد دارد بیشتر در سردکننده‌ها برای جابجایی گرما به کار گرفته می‌شود.

### شیمیایی و ترکیب‌ها
لیتیوم به سادگی با آب واکنش می‌دهد ولی انرژی بسیار کمتری نسبت به دیگر فلزهای قلیایی در این واکنش پدید می‌آید. محصول‌های این واکنش گاز هیدروژن و هیدروکسید لیتیوم در محلول آبی است. به دلیل واکنش بالای لیتیم با آب، همواره آن را زیر پوشش هیدروکربن‌های گرانرو مانند وازلین نگه می‌دارند. فلزهای قلیایی سنگین تر را می‌توان در مواد با گرانروی پایین‌تر، مانند روغن صنعتی نگهداری کرد، لیتیم به اندازهٔ کافی سنگین نیست تا بتواند به‌طور کامل پایین‌تر از سطح این مایع‌ها قرار گیرد. در هوای مرطوب لیتیوم به سرعت اکسید می‌شود و یک لایهٔ سیاه بر روی آن ساخته می‌شود. این پوشش سیاه رنگ، هیدروکسید لیتیم (LiOH و LiOH·H۲O)، لیتیم نیتریت (Li۳N) و لیتیم کربنات (Li۲CO۳، نتیجهٔ یک واکنش دوم میان LiOH و CO۲) است.

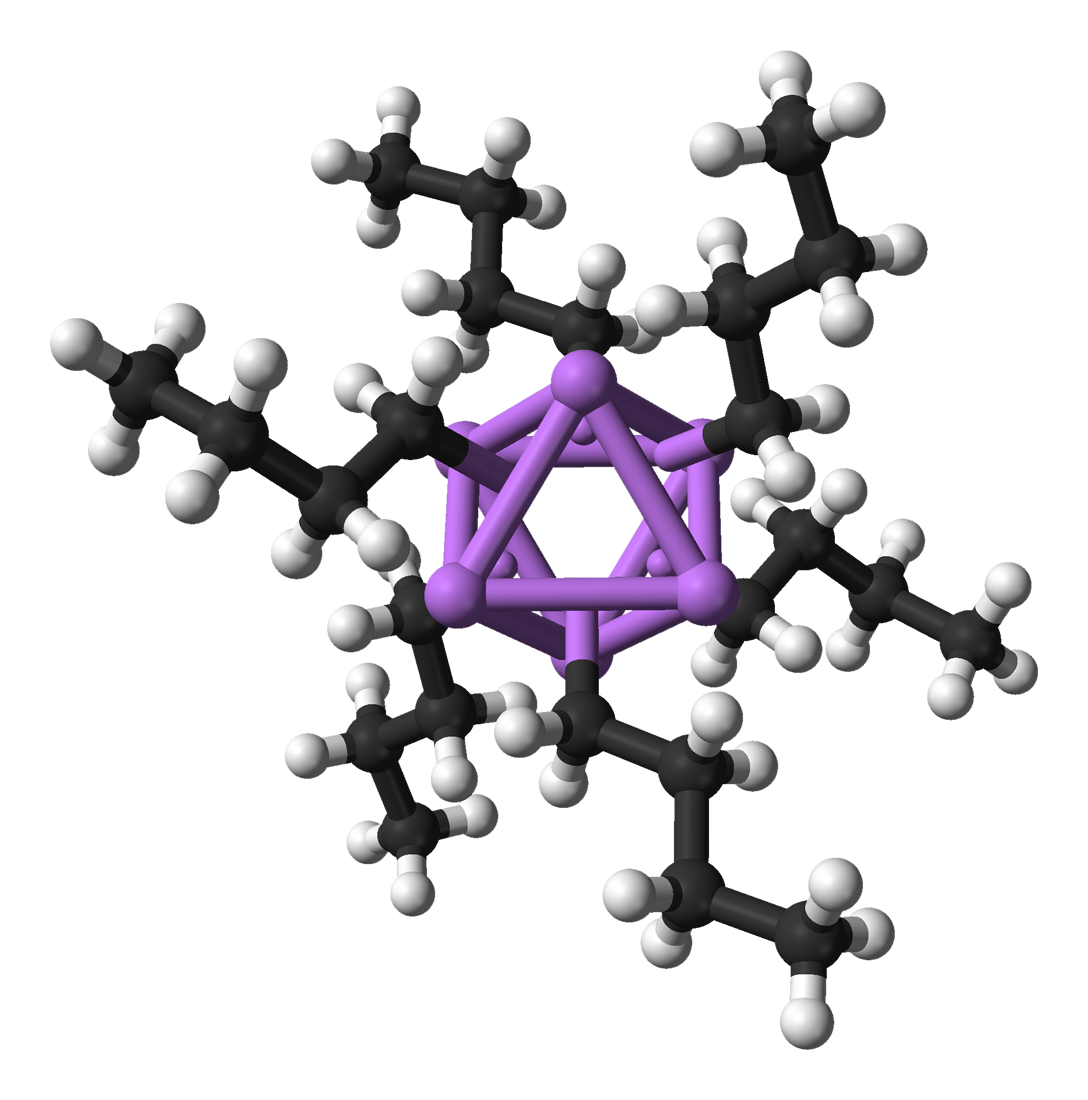
ساختار هشت وجهی بلور ان-بوتیل‌لیتیم

هنگامی که لیتیوم در برابر آتش قرار گیرد، ترکیب‌های آن رنگ لاکی (قرمز سیر) از خود نشان می‌دهند اما درصورتی که این ماده آتش گیرد، شعله به رنگ نقره‌ای در خواهد آمد. هرگاه لیتیوم در تماس با آب یا بخار آن، قرار گیرد شعله‌ور می‌شود و با اکسیژن می‌سوزد. لیتیوم به خودی خود آتشگیر است و توان انفجار دارد به ویژه هنگامی که در هوای آزاد و در تماس با آب قرار گیرد. با این حال این ویژگی لیتیم نسبت به دیگر فلزهای قلیایی، از همه کمرنگ تر است. واکنش لیتیوم با آب در دمای معمولی، به تندی صورت می‌گیرد اما آسیب‌رسان نیست و هیدروژن تولیدی به خودی خود آتش نمی‌گیرد. مانند دیگر فلزهای قلیایی، خاموش کردن آتش لیتیوم کمی دشوار است و حتماً باید از پودرهای خاموش‌کننده آتش، ردهٔ D کمک گرفت (خاموش‌کننده‌های دستی آتش را نگاه کنید). لیتیوم تنها فلزی است که در دمای معمولی و شرایط معمولی با نیتروژن واکنش می‌دهد.
لیتیوم یک سری همانندی‌های قطری هم با منیزیم دارد. این دو فلز دارای شعاع اتمی و یونی یکسان‌اند. همانندی‌های شیمیایی این دو عبارتند از: ساختن نیترید در اثر واکنش با N۲، ساختن اکسید (Li
۲O)) و پراکسید (Li
۲O
۲) در هنگام سوختن با O۲، پدیدآوردن نمک‌هایی با ویژگی حل شدنیِ همانند و ناپایداری گرمایی کربنات و نیترید آن‌ها. این فلز در دمای بالا با گاز هیدروژن واکنش می‌دهد و لیتیم هیدرید (LiH) را تولید می‌کند.
دیگر ترکیب‌های دوتایی لیتیوم عبارتند از هالیدها (LiF، LiCl، LiBr، LiI) و سولفید (Li۲S)، سوپراکسید (LiO۲)، کربید (Li۲C۲). همچنین شمار بسیاری ترکیب‌های غیرآلی هم از این عنصر شناخته شده است که در آن لیتیوم با یون‌ها آمیخته می‌شود و نمک‌های گوناگونی را پدید می‌آورد که از آن جمله می‌توان به بورات‌ها، آمیدها، کربنات، نیترات، بوروهیدرید (LiBH۴) و… اشاره کرد. چندین واکنشگر ناب آلی از لیتیوم هم شناخته شده است که در آن‌ها پیوند کووالانسی مستقیم میان کربن و لیتیوم برقرار شده و کربانیون را ساخته است. این‌ها بازها و هسته دوست‌هایی بسیار قوی‌اند. در بسیاری از ترکیب‌های آلی لیتیوم، یون‌های لیتیوم دوست دارند به صورت خوشه‌های با تقارن بالا روی هم انباشته شوند. می‌توان گفت این ویژگی برای کاتیون‌های قلیایی معمول است.

### ایزوتوپ
۶Li و ۷Li دو ایزوتوپ پایدار لیتیم و دارای بیشترین فراوانی (۹۲٫۵٪) است. این دو ایزوتوپ پایدار در مقایسه با دو عنصر سبک و سنگین همسایگی خود یعنی هلیم و بریلیم، به صورت غیرطبیعی، انرژی پیوستگی هسته‌ای پایینی به ازای هر هسته دارند. به جز دوتریوم و هلیم-۳، دو هستهٔ لیتیوم انرژی پیوستگی کمتری به ازای هر هسته، نسبت به هر هستهٔ پایدار دیگری دارند. در نتیجهٔ این پدیده، عنصر لیتیم با اینکه وزن اتمی کمی دارد اما در سامانهٔ خورشیدی از دید فراوانی، در میان ۳۲ عنصر، رتبهٔ ۲۵ ام را دارد. هفت ایزوتوپ پرتوزا برای لیتیوم پیدا شده است که پایدارترین آن‌ها ۸Li با نیمه‌عمر ۸۳۸ میلی‌ثانیه و ۹Li با نیمه‌عمر ۱۷۸ میلی ثانیه است. دیگر ایزوتوپ‌های پرتوزا نیمه‌عمری کمتر از ۸٫۶ میلی‌ثانیه دارند. ناپایدارترین ایزوتوپ این عنصر ۴Li با نیمه‌عمر ۷٫۶ × ۱۰−۲۳ ثانیه است که در آن پروتون پرتوزایی می‌کند.
ایزوتوپها
لیتیوم، به‌طور طبیعی متشکل از ۲ ایزوتوپ پایدار Li-7 و Li-6 است که Li-7 فراوان‌تر است (وفور طبیعی ۵/۹۲٪). ۶ رادیوایزوتوپ هم برای آن وجود دارد که پایدارترین آنها، Li-8 با نیمه عمر ۸۳۸ هزارم ثانیه و Li-9 با نیمه عمر ۳/۱۷۸ هزارم ثانیه می‌باشد. مابقی ایزوتوپ‌های رادیواکتیو، نیمه عمرهایی کمتر از ۸٬۵ هزارم ثانیه داشته یا ناشناخته‌اند.
ایزوتوپ‌های لیتیوم طی یک سری فرایندهای طبیعی مختلف از جمله تشکیل مواد معدنی (رسوب شیمیایی)، متابولیسم ،(جابجایی یونی ،(در برخی از خاکهای معدنی که Li-6 به Li-7 ترجیح داده شده است در مکان‌های octahedral، لیتیم جایگزین منیزیم و آهن می‌شود)، hyperfiltration و دگرگونی صخره‌ها، به‌طور اساسی شکسته می‌شوند.
۷Li یکی از عنصرهای بسیار کهن (یا به عبارت دقیق تر یکی از نوکلیدهای دیرینه) است که در جریان هسته‌زایی مهبانگ پدید آمده است. گمان آن می‌رود که مقدار اندکی از ۶Li و ۷Li در ستاره‌ها پدید می‌آید اما به همان سرعتی که ایجاد می‌شود به همان سرعت، می‌سوزد و دوباره مصرف می‌شود. علاوه بر این احتمالاً مقدار اندکی از ۶Li و۷Li در اثر بادهای خورشیدی و برخورد پرتوهای کیهانی با اتم‌های سنگین تر و در نتیجه واپاشی ایزوتوپ‌هایی مانند ۷Be و ۱۰Be پدید می‌آیند. هنگامی که لیتیم در جریان هسته‌زایی ستاره‌ها پدید می‌آید دوباره سوخته و مصرف می‌شود. همچنین ۷Li در ستاره‌های کربنی هم می‌تواند تولید شود.
فرایندهای طبیعی گوناگونی می‌توانند ایزوتوپ‌های لیتیوم را تولید کنند. از جملهٔ آن‌ها می‌توان به پدیدهای شیمیایی هنگام ساخت کانی‌ها، دگرگشت و داد و ستدهای یونی اشاره کرد. یون لیتیوم در کانی‌های رسی هشت وجهی جایگزین منیزیم و آهن می‌شود.

## پیشینهٔ شناسایی

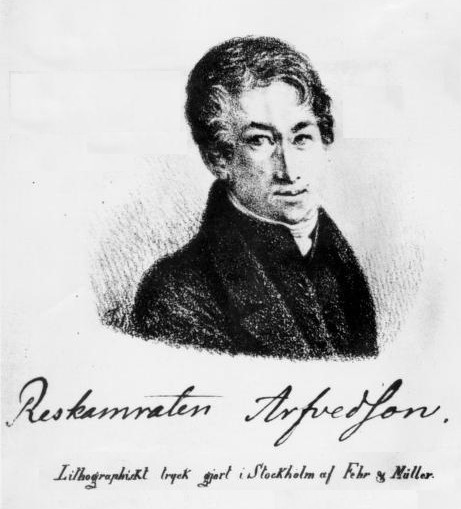
یوهان آگوست آرفودسن، کاشف لیتیوم در ۱۸۱۷

شیمیدان برزیلی، خوزه بونیفاسیو جندراده نخستین کسی بود که کانی پتالیت (LiAlSi۴O۱۰) را شناسایی کرد. وی در سال ۱۸۰۰ میلادی در معدنی در یوتوی سوئد این کانی را پیدا کرد. هرچند، بر روی این کانی هیچ پژوهشی صورت نگرفت تا آنکه در سال ۱۸۱۷، شیمیدان سوئدی، یوهان آگوست آرفودسن که در آزمایشگاه یاکوب برسلیوس کار می‌کرد، دریافت که در این کانی عنصر تازه‌ای وجود دارد. این عنصر تازه، ترکیب‌هایی همانند سدیم و پتاسیم را می‌پذیرفت تنها با این تفاوت که کربنات و هیدروکسید آن کمتر در آب حل می‌شد. برسلیوس این مادهٔ قلیایی را لیتیون (lithion/lithina) نام نهاد، برگرفته از واژهٔ یونانی لیتوس (λιθoς) به معنی «سنگ»؛ او به این دلیل این نام را برگزید تا نشان دهد که این عنصر را از یک کانی جامد به‌دست آورده است برخلاف پتاسیم که در میان خاکستر گیاهان شناسایی شد و همچنین در خون حیوانات هم به فراوانی یافت می‌شد. همچنین او به فلز درون ماده نام «لیتیم» را داد.
پس از چندی، آرفودسن نشان داد که این عنصر در کانی‌های اسپودومن و لپیدولیت هم وجود دارد. در ۱۸۱۸ کریستین گملین نخستین کسی بود که دریافت نمک‌های لیتیوم شعله را به رنگ قرمز روشن درمی‌آورند. هم گلمین و هم آرفودسن هر دو تلاش کردند تا لیتیم پالوده به‌دست آورند و عنصر را از نمک‌هایش جدا کنند که هر دو ناکام ماندند. تا سال ۱۸۲۱ کسی نتوانست لیتیم را پالوده به‌دست‌آورد تا اینکه شیمیدان انگلیسی، ویلیام توماس برند با کمک فرایند برق‌کافت بر روی لیتیم اکسید این عنصر را از ترکیبش بیرون کشید. برند نخستین کسی نبود که از برق‌کافت برای جداسازی بهره می‌برد، پیش از او هم هامفری دیوی فرایندی همانند را برای جداسازی فلزهای قلیایی پتاسیم و سدیم با موفقیت انجام داده بود. همچنین برند توضیح داد که نمک‌هایی از لیتیم مانند کلرید و احتمالاً لیتیا (لیتیم اکسید) دارای ۵۵٪ فلزند و برآورد کرد که وزن اتمی لیتیم 9.8 g/mol باشد (مقدار درست آن نزدیک به 6.94 g/mol است). در ۱۸۵۵ روبرت بونزن و آگوستس متیسن از راه برق‌کافت لیتیم کلرید مقدارهای بیشتری از این عنصر را جدا کردند. ادامهٔ تلاش‌ها برای جداسازی بیشتر لیتیم از نمک‌هایش باعث دست یافتن به روش صنعتی این جداسازی در سال ۱۹۲۳ توسط یک تولیدکنندهٔ آلمانی به نام Metallgesellschaft AG شد. این تولیدکننده برای این هدف به برق‌کافت آمیخته‌ای از لیتیم کلرید و پتاسیم کلرید پرداخت.

## کاربردها
لیتیوم، به‌علت گرمای ویژه‌اش (بالاتر از تمامی جامدات) در انتقال حرارت مورد استفاده قرار می‌گیرد. به‌علت خاصیت electrochemical، ماده مهمی در آند باتریها محسوب می‌شود.
سایر کاربردها:
نمک‌های لیتیوم، مثل کربنات لیتیم (Li2CO3) و لیتیم سیترات، تثبیت‌کننده‌های حالت هستند که در درمان بیماری‌های متضاد نقش دارند.
لیتیوم کلرید و لیتیوم برمید، به‌شدت رطوبت را جذب می‌کنند، لذا در خشک‌کننده‌ها به کرّات کاربرد دارند.
استئارات لیتیوم، یک ماده لیز کننده کلی در دمای بالا و برای تمامی مقاصد به‌شمار می‌رود.
لیتیوم، عاملی آلیاژ ساز است که در تولید ترکیبات آلی مورد استفاده قرار گرفته، نیز دارای کاربردهای اتمی می‌باشد.
گاهی از لیتیوم در ساخت شیشه و سرامیک استفاده می‌گردد، مانند شیشه‌های ۲۰۰ اینچی تلسکوپ در Mt. Palomat در فضاپیماها و زیردریایی، برای خارج کردن دی‌اکسید کربن از هوا از هیدروکسید لیتیوم استفاده می‌شود.
از آلیاژ این فلز با آلومینیوم، کادمیم، مس و منگنز در ساخت قطعات هواپیماهای بلند پرواز استفاده می‌گردد. پیدایش لیتیوم بسیار پراکنده است، اما به‌علت واکنش‌پذیری زیادی که دارد، در طبیعت به صورت آزاد وجود ندارد و همیشه به صورت ترکیب با یک یا چند عنصر یا ترکیب دیگر دیده می‌شود. این فلز بخش کوچکی از کلیه سنگ‌های آذرین را تشکیل داده، نیز در بسیاری از شورابهای طبیعی وجود دارد.
لیتیوم یکی از اجزاء مهم در باتری‌های قابل شارژ است که در تلفن‌های همراه، رایانه‌های دستی و خودروهای برقی مورد استفاده قرار می‌گیرد. در حال حاضر، آلیاژی از لیتیوم و آلومینیوم در صنایع هواپیماسازی مورد استفاده قرار می‌گیرد که سبک، قابل انعطاف، محکم و مقاوم است.
علاوه بر این، لیتیوم نیروی کششی زیادی دارد و به دلیل وزن کم آن گزینه بسیار مناسبی برای باتری‌های کم وزن و پرانرژی است. همچنین، این ماده معدنی همراه با سرب آلیاژی را تولید می‌کند که در ساختن بلبرینگ چرخ‌های قطار استفاده می‌شود.
از دیگر مصارف لیتیوم می‌توان به کاربرد آن در صنعت داروسازی اشاره کرد.
با این همه در مورد مصرف لیتیوم هم در صنایع و همچنین در داروسازی توجه به یک نکته بسیار مهم می‌باشد. مرز میان سودمند بودن این ماده و سمی بودنش برای انسان و محیط زیست بسیار بسیار نازک و شکننده است.

## تولید لیتیوم در جهان و ایران
شیلی با ۸ میلیون تن ذخایر لیتیوم بیشترین میزان ذخایر این ماده معدنی را در جهان در اختیار دارد. پس از آن استرالیا و آرژانتین به ترتیب با دارا بودن ۲میلیون و ۷۰۰هزار تن و ۲میلیون تن ذخایر لیتیوم در رتبه‌های دوم و سوم جهان قراردارند.
در اسفند ۱۴۰۱ میزان ذخیره قطعی لیتیوم استان همدان ۸ میلیون و ۵۰۰ هزارتن کانسنگ لیتیوم عنوان شده است.
لیتیوم در ایران به تولید و فناوری نرسیده و اقتصادی بودن اکتشاف و فرآوری لیتیوم بسیار پراهمیت است چرا که فرآوری و دانش فنی مربوط به آن در اختیار کشورهای پیشرفته ای مانند ژاپن و کره‌جنوبی می‌باشد. یکی از سرمایه‌گذاری‌های بلند مدت برای به دست گرفتن بازار خودروهای الکتریکی، توجه به بازار لیتیوم در ایران است.
ایران جزو معدود کشورهایی است که به مقادیر مناسبی از ذخایر عناصر نادر خاکی و فلزات با ارزش دسترسی دارد که بعد از فرایند اکتشافات پهنه‌های معدنی که از سال ۱۳۹۳ آغاز شد، شناسایی این ذخایر از جمله اتفاقاتی بود که در این اکتشافات رخ داد و فلزات کم‌یابی مانند فلز لیتیوم در مناطق مختلف کشور در مقادیر مناسب رصد شد که حالا متصدیان معدنی به دنبال آغاز استحصال صنعتی این ماده هستند و اکنون آن را در فاز نیمه استحصال صنعتی قرار دادند.
لیتیوم در سال ۱۳۹۶ در بازارهای جهانی به صورت فلز، حدوداً با قیمت ۱۶۰ دلار به ازای هر کیلوگرم به فروش می‌رسد، همچنین کنسانتره آن با کیفیت‌های «درجه کیفیت ساخت باتری (battery grade)»، «کربنات لیتیوم» و کنسانتره رایج عرضه می‌شود که به ترتیب در حدود ۲۰ هزار دلار در هر تن، ۹٫۳۹ دلار در هر کیلوگرم و پنج دلار در هر کیلوگرم به فروش می‌رسد.
جدا از بحث نبود تکنولوژی استخراج لیتیوم در ایران، با توجه به چند برابر شدن بازار لیتیوم از سال ۲۰۱۵، قیمت لیتیوم برای صنایعی که تک مصرف هستند تا ۱۰ برابر افزایش یافته است. همچنین پیش‌بینی می‌شود که تا سال ۲۰۲۵ قیمت باتری‌های لیتیمی به ۱۰۰ دلار به ازای هر کیلووات ساعت انرژی می‌رسد. باتوجه به این امر در صورت عدم استفاده از منابع داخلی، حضور خودروهای الکتریکی در بازار ایران و ساخت داخلی آن تحت تأثیر جدی قرار خواهد گرفت.